# Botte dei Varano
La botte dei Varano è un'importante opera idraulica realizzata negli anni 1458-1464 che si trova nel territorio del comune di Serravalle di Chienti (MC) e prende il nome dai Varano, signori di Camerino.

## Il condotto dei Varano
Si tratta di un complesso emissario artificiale che fu fatto scavare da Giulio Cesare Varano su progetto di ingegneri idraulici fiorentini con lo scopo di bonificare l'altopiano di Colfiorito, piano di natura carsica. Tuttora le acque che vengono raccolte dai canali che si diramano su tutto l'altopiano, dopo un percorso sotterraneo di circa 200 m di lunghezza, danno origine al fiume Chienti a monte di Serravalle.
Durante la ricostruzione seguita al terremoto del 1997, un nuovo collettore sotterraneo parallelo ha sostituito la botte dei Varano che, dismessa, è stata sottoposta a lavori di restauro e consolidamento su progetto dell'architetto Giulio Andrea De Santis, realizzato sulla base di molta documentazione storica.

## Il condotto romano
Durante la costruzione della nuova opera è stato scoperto un altro condotto parallelo alla botte, realizzato in travertino in epoca romana, del quale era andata persa la memoria. L'ingresso di questo condotto, posto circa a 300 metri dal primo e a circa 2,5 m di profondità, è stato portato alla luce in una campagna di scavo della Soprintendenza archeologica di Ancona. Un'infrastruttura molto simile si trova nel Fucino, in Abruzzo, dove l'emissario ipogeo è connesso ai Cunicoli di Claudio.
Entrambe le opere sono visitabili previo accordo con il comune di Serravalle di Chienti.